# Francisco J. Ortiz
Francisco J. Ortiz (Salta, 19 de marzo de 1840 - Villa Allende, 6 de agosto de 1932) fue un abogado, periodista y político argentino, que ejerció el Ministerio de Relaciones Exteriores de su país durante la primera presidencia de Julio Argentino Roca.

## Biografía
Se graduó de abogado en la Universidad de Córdoba en el año 1860. De regreso a Salta, militó en el partido del presidente Bartolomé Mitre. Escribió en los periódicos "La Actualidad", "El Sereno", "El Correo del Norte" y "Libre".
El gobernador José Benjamín Dávalos lo nombró su Ministro de Gobierno, ejerciendo al mismo tiempo el cargo de presidente de la Legislatura provincial. Participó en la defensa de su ciudad natal al producirse el ataque del caudillo federal Felipe Varela, en 1867. Al producirse el fallecimiento de Dávalos, asumió la gobernación en carácter de interino. Días después lo cedió a Cleto Aguirre.
En 1877 fundó su propio partido político, en asociación con Miguel S. Ortiz, al frente del cual fue elegido senador nacional. Durante la Revolución de 1880 destacó apoyando al presidente Nicolás Avellaneda.

## Ministerio
El presidente Julio Argentino Roca, sucesor de Avellaneda, lo nombró Ministro de Relaciones Exteriores en el año 1883, ejerciendo ese cargo hasta 1886.
Durante su gestión ocurrieron conflictos de cierta gravedad, especialmente con la Santa Sede. El nuncio apostólico, monseñor Luigi Matera, atacaba la Ley 1420 de Educación Común, que limitaba las atribuciones de la Iglesia católica en materia educativa con un tono exaltado, incluyendo velados llamados a la desobediencia civil. En respuesta, por orden del presidente Roca, el ministro Ortiz devolvió sus credenciales al nuncio y ordenó su salida inmediata del país; las relaciones exteriores con la Curia papal quedaron interrumpidas durante varios años.
Durante el conflicto con el Imperio del Brasil por la soberanía por el sector oriental del Territorio Nacional de Misiones, el 28 de septiembre de 1885 firmó un acuerdo con el embajador Leonel de Alençar, por el cual se formaría una comisión mixta para determinar la frontera argentino-brasileña en esa región; a largo plazo, el conflicto se solucionaría con el laudo arbitral, dictaminado por el presidente estadounidense Stephen Grover Cleveland, que otorgó esa región al Brasil.
El conflicto por la Soberanía de las Islas Malvinas estaba casi olvidado por los gobiernos argentinos, que no habían hecho reclamaciones a Gran Bretaña durante unos 36 años. Por orden del presidente Roca, El ministro Ortiz informó el 30 de mayo de 1884 al representante del Reino Unido en Buenos Aires que su gobierno intentaba recurrir a un laudo internacional para zanjar el asunto. Pese a que ese mecanismo había sido fomentado por Gran Bretaña en distintos conflictos entre naciones sudamericanas, el intento fue rechazado de modo rotundo.